# Розгреблі
Розгреблі (рос. Розгребли) — село в Великосолдатському районі Курської області Російської Федерації.
Населення становить 263 особи. Входить до складу муніципального утворення Великосолдатська сільрада.

## Історія
Населений пункт розташований на території українського етнічного та культурного краю Східна Слобожанщина.
Від 2004 року входить до складу муніципального утворення Великосолдатська сільрада.

## Населення
| 2002 | 2010 |
| ---- | ---- |
| 303  | ↘263 |